# 本拉特宮

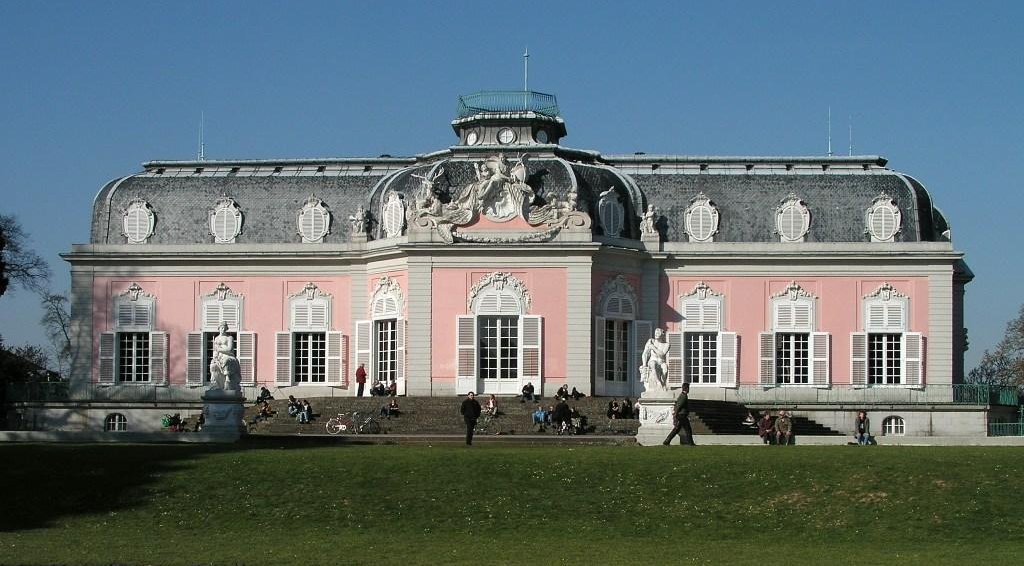
主楼的背面

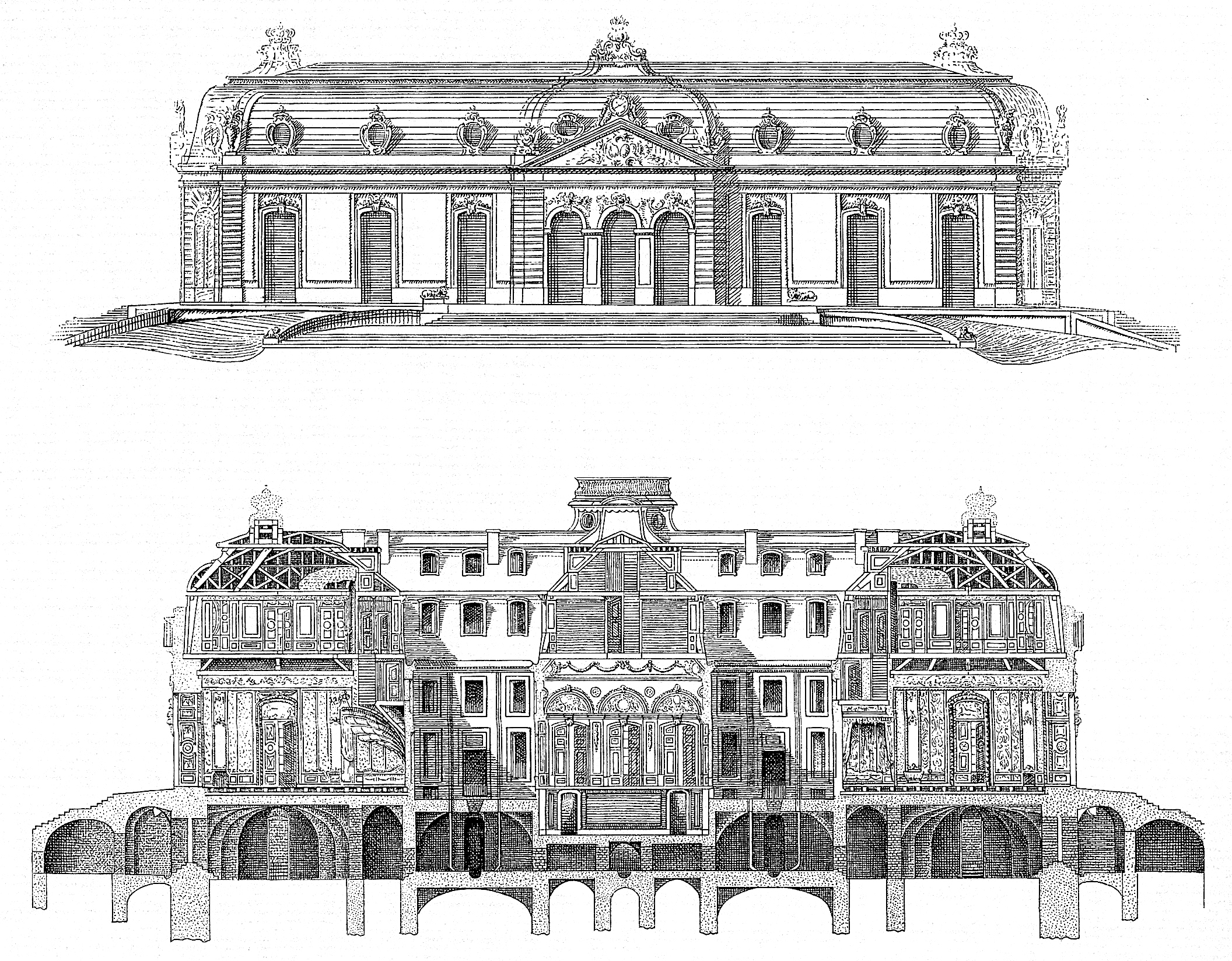
笔和墨水绘制的本拉特宮，Nicolas de Pigage作品

本拉特宮（德語：Schloss Benrath）是位於德國城市杜塞爾多夫的一座建築。本拉特宮始建於1755年，竣工於1770年，是一座巴洛克式建築。本拉特宮被列入世界文化遺產。

## 博物馆
主楼是配有导游的博物馆，有时还会有音乐会演出。两侧翼从2002年开辟为博物馆，东侧是欧洲花园艺术博物馆，右侧是自然史博物馆。

## 公园
它被一个有两个对角线穿越小巷和圆形小巷的巴洛克式广场狩猎公园包围着。

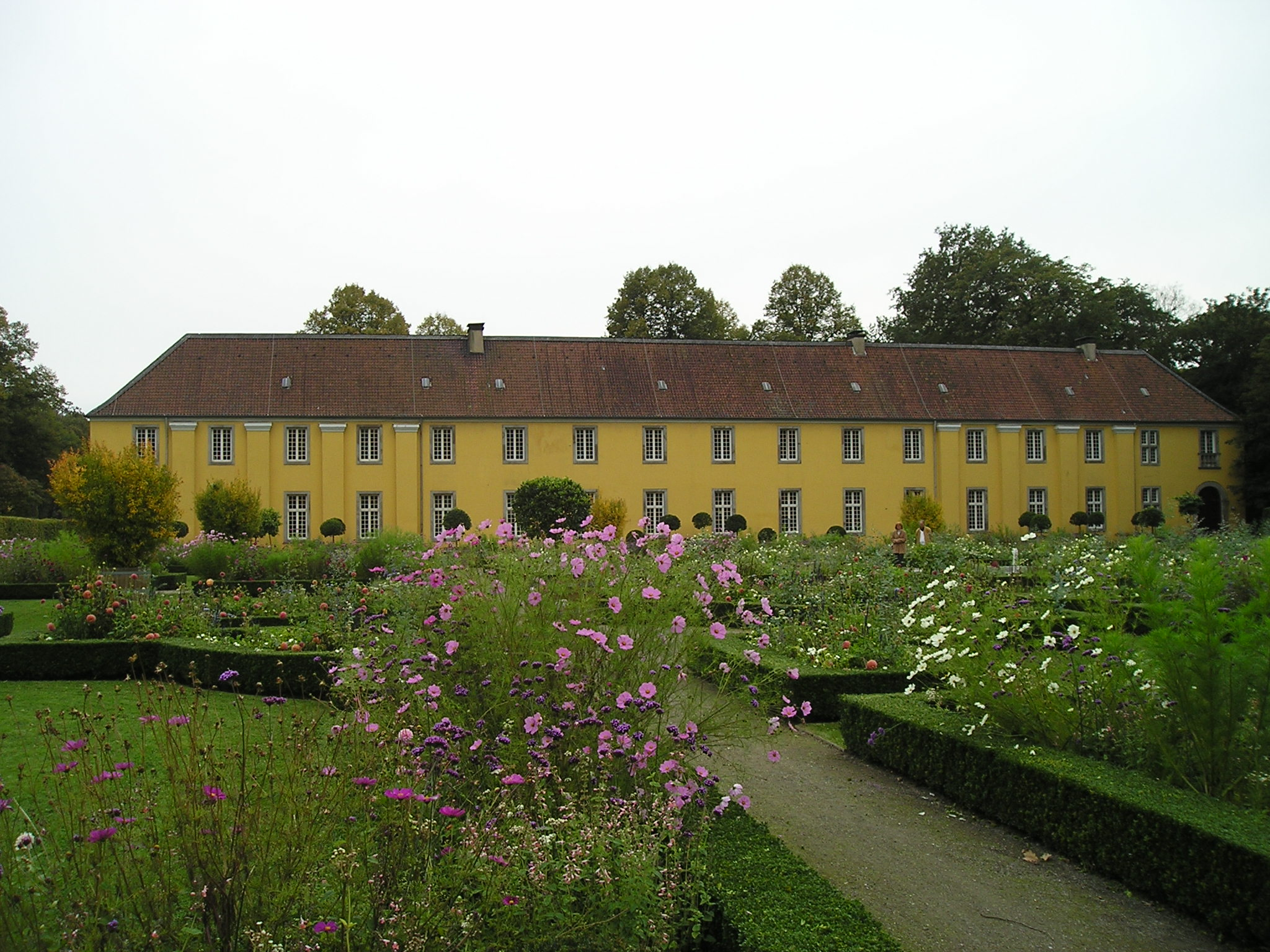
老橘园